# Jaume Falconer Perelló
Jaume Falconer Perelló (1961, Algaida, Mallorca) és un artista mallorquí, dissenyador gràfic i director teatral.

## Biografia
Falconer es diplomà el 1982 en Magisteri i després es llicencià en Història de l'Art el 1985. Fou professor associat de l'assignatura Tècniques Artístiques, dels estudis d'Història de l'Art a la Universitat de les Illes Balears (UIB) (1996-2001). Entre el 1984 i el 2000 fou tècnic de disseny gràfic de la UIB i, entre el 2000 i el 2013, fou responsable del Gabinet Tècnic d'Imatge d'aquesta mateixa universitat. Ha col·laborat amb distintes editorials, revistes i organitzacions culturals i és autor de nombrosos cartells, cobertes de llibres, discos i logotips, entre d'altra variada gamma de productes de disseny gràfic. Juntament amb Llorenç Payeras fundà el Taller de la Terra (1993), amb el qual han publicat devuit llibres, com també estudis d'investigació i divulgació del món de la cultura popular, les races autòctones i l'etnografia de les Illes Balears (de les ovelles al formatge; de la cultura del porc a les varietats vegetals; d'esdeveniments agroramaders a projectes de desenvolupament i diversificació rural).

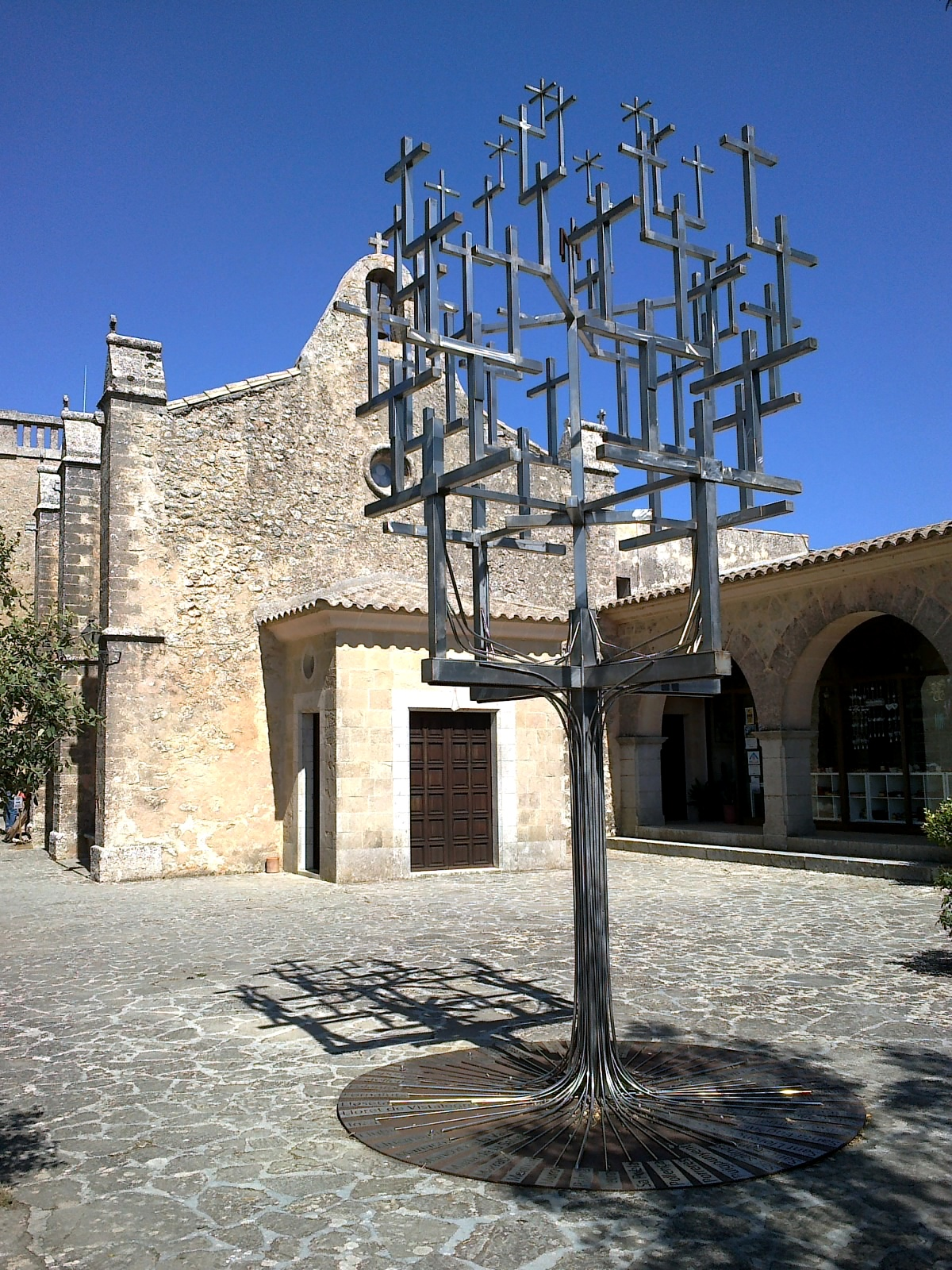
Creu de les Creus al Santuari de Nostra Senyora de Cura

El 2000 fou seleccionat per participar en l'exposició Diseño Gráfico en España al Museu Nacional Centre d'Art Reina Sofia de Madrid. El 2001 dissenyà lEspai de Silenci Ramon Llull de la UIB, que vol ser un centre de reflexió per als alumnes. És un espai de forma circular dissenyat segons la simbologia de Ramon Llull, amb capacitat per a unes cent vint persones. S'hi accedeix a través d'un gran arc que dona pas a una sala de forma quadrada completament buida. Entre les seves exposicions hom pot destacar El camí (camins) de Ramon Llull, exposició de cent trenta-tres pintures-collage i una escultura al centre d'Art Sa Quartera d'Inca (2008), Creus al claustre de Sant Francesc de Palma (2011) i Ramon Llull, 700 anys de missió a Roma (2016) i a la Sagrada Família de Barcelona (2019). Com escultor destaca L’arbre de la santedat a Mallorca, on s'hi representen els sants i beats mallorquins. Fou instal·lat a la seu de Mallorca el 2013 i vetat per la Comissió de Patrimoni Històric del Consell de Mallorca. També al Santuari de Nostra Senyora de Cura instal·là la Creu de les Creus, una escultura que juga amb la idea de lArbre de ciència de Ramon Llull, recull les arrels dels cinquanta-tres municipis de Mallorca i acaba amb una copa de cinquanta-tres creus, guiades en el tronc per una rosa dels vents en homenatge a la benedicció dels municipis mallorquins i dels fruits de la terra.
En el camp del teatre, des de 1982 treballa amb diferents directors i companyies illenques. Els anys 1999, 2000 i 2001 creà les escultures i la imatge que centren l'escenografia del Festival de Poesia de la Mediterrània. El 1997 fundà la companyia de teatre d'afeccionats Teatre M a Algaida. El seu objectiu és oferir teatre religiós o entremesos, amb adaptacions i reflexions del món actual. Les obres que ha estrenat al llarg de la seva trajectòria són:
- Representació de la Mort Mallorquina. (Teatre religiós, anònim del segle xvi). Estrenada el 1997.
- Entre-més (Teatre burlesc, segles XVIII – XIX). Estrenada el 1998.
- Comèdia del Gloriós Sant Honorat. (Teatre religiós, anònima, 1771). Publicació de l'obra. Estrenada el 1999.
- Comèdia del Beat Ramon Llull. (Teatre religiós, 1702). Publicació de l'obra. Estrenada el 1999.[2]

El 1991 fou guardonat amb el premi Bartomeu Rosselló Pòrcel, dels Premis 31 de desembre de l'Obra Cultural Balear.

## Exposicions

### Pintura
- A (Palma, 1992)
- Cossiers (Algaida, 1996)
- El camí (els camins) de Ramon Llull (Inca, 2008)
- Història de la Salvació (S. Tereseta, Palma, 2014).

### Escultura
- Ferros (Manacor, 1986)
- Actors (La Misericòrdia, Palma, 1992)
- Fi (Felanitx, 1992)
- Blau (Artà, 1994)
- Creu dels Pobles de Mallorca (Santuari de Cura, 2011)
- L’arbre de la santedat a Mallorca (Catedral de Mallorca, 2013)

### Collages pictòrics i escultòrics
- Rèquiem (Algaida, 1991)
- B de Bàrbara (Felanitx, 2008)
- Creus (claustre de Sant Francesc, Palma, 2011)[1]